# Balbronn
Balbronn es una localidad y comuna francesa, situada en el departamento del Bajo Rin en la región de Alsacia.
Balbronn se encuentra a 25 km al oeste de Estrasburgo y es una de las localidades vinícolas productoras de la denominación de origen Vin d'Alsace.
- Datos: Q22793
- Multimedia: Balbronn / Q22793

1. ↑  Worldpostalcodes.org, código postal n.º 67310.
2. ↑  INSEE, Datos de población para el año 2012 de Balbronn (en francés).